# نيل فاغنر
نيل فاغنر (13 مارس 1986 في جنوب أفريقيا - ) (بالإنجليزية: Neil Wagner)‏ هو لاعب كريكت جنوب أفريقي ونيوزلندي. شارك مع منتخب نيوزيلندا الوطني للكريكت. أما مع النوادي، فقد لعب مع نادي مقاطعة لانكشر للكريكت ‏ ونادي مقاطعة ساسكس للكريكت ‏ ونادي الشماليين للكريكت ‏ وفريق أوتاغو للكريكت ‏.

## وصلات خارجية
- نيل فاغنر على موقع إي آس بي آن كريك إنفو (الإنجليزية)